# Ledaña
Ledaña – gmina w Hiszpanii, w prowincji Cuenca, w Kastylii-La Mancha, o powierzchni 65,47 km². W 2011 roku gmina liczyła 1893 mieszkańców.